# Mayra Flores
Mayra Flores (ur. 1 stycznia 1986 w Tamaulipas) – amerykańska pielęgniarka i polityk. W 2022 roku wybrana na przedstawiciela 34. okręgu wyborczego w stanie Teksas do Izby Reprezentantów USA. Jej kadencja zakończyła się w styczniu 2023 r., ponieważ nie została ponownie wybrana w wyborach generalnych w listopadzie 2022 r.
Była pierwszą republikanką wybraną do reprezentowania 34. okręgu Teksasu od 1870 roku. Była także pierwszą kobietą urodzoną w Meksyku, która służyła w Kongresie Stanów Zjednoczonych.

## Biografia
Urodziła się i wychowała w Burgos, w Meksyku. Z pomocą ojca przyjechała legalnie do Stanów Zjednoczonych w wieku sześciu lat. Dorastając pracowała razem z rodzicami na polach bawełny w Memphis, w Teksasie. W 2014 roku ukończyła szkołę jako terapeuta układu oddechowego. Ukończyła studia licencjackie z przywództwa organizacyjnego na South Texas College.
W wyborach 34. okręgu kongresowego Teksasu pokonała Demokratę – Dana Sancheza, stosunkiem głosów 51% do 43,3%. Następnie po przerysowaniu okręgu do wyborów generalnych przegrała z Demokratą – Vicentym Gonzalezem, stosunkiem 52,7% do 44,2% głosów.

## Życie osobiste i poglądy
Jest żoną agenta Straży Granicznej USA, z którym mają czworo dzieci. Mimo że jej rodzice popierali kiedyś Partię Demokratyczną, mówi że jej wartości „pro-Bóg, pro-life, prorodzinne” doprowadziły ją do Partii Republikańskiej.
Partię Demokratyczną nazywa „największym zagrożeniem, przed jakim stoi Ameryka”, zaś swój sukces określa „ucieleśnieniem amerykańskiego snu”.